# Božansko pravo kraljeva
Ovaj članak govori o zapadnjačkoj tradiciji. Za istočnjačku tradiciju vidi mandat Neba. Vidi također Bog Car za različite vladare koji su tvrdili o božanskom odnosu.
Božansko pravo kraljeva politička je i religijska doktrina kraljevskog i političkog legitimiteta. Ona pretpostavlja da monarh nije subjekt nikakva zemaljskog autoriteta, već svoje pravo na vlast izvodi izravno iz Božje volje. Kralj stoga nije subjekt volje svojega naroda, aristokracije ili bilo kojeg drugog staleža uključujući ovdje (prema nekim stajalištima posebice u protestantskim zemljama) i Crkvu. Prema ovoj doktrini, jer samo Bog može suditi nepravednom kralju, kralj ne može činiti krivo. Doktrina implicira da svaki pokušaj svrgavanja kralja ili sputavanja njegovih moći protivi se Božjoj volji i može tvoriti svetogrdan čin.

## Opozicija
Opozicija božanskom pravu kraljeva dolazi iz mnogo izvora uključujući pamflet The Tenure of Kings and Magistrates pjesnika Johna Miltona. Dvije najpoznatije deklaracije o pravu na revoluciju protiv tiranije napisane na engleskom jeziku vjerojatno su Essay concerning The True Original, Extent, and End of Civil-Government Johna Lockea i Jeffersonova formulacija u Deklaraciji nezavsinosti Sjedinjenih Država da su svi ljudi stvoreni jednaki.

## Više informacija
| - Ancien Régime - apsolutizam - Crkva i država u srednjovjekovnoj Europi | - cuius regio, eius religio - Istinsko pravo slobodnih monarhija - kalif | - legitimitet - Prvi lateranski sabor - Robert Bellarmine | - Robert Filmer - suverenitet - Wormski konkordat |